# Riserva naturale controllata Lago di Serranella

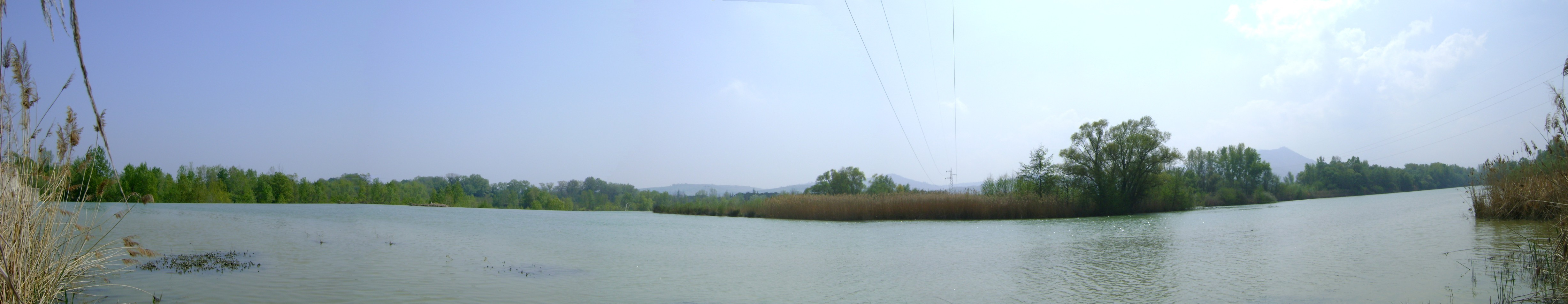
Llac de Serranella

La reserva natural controlada del Llac de Serranella (en italià: Riserva naturale controllata Lago di Serranella) és una àrea natural protegida dels Abruços, instituïda l'any 1990.

## Descripció
L'àrea protegida té una extensió de prop de 300 hectàrees i es troba als municipis de Casoli, Altino i Sant'Eusanio del Sangro, tots ells dins la província de Chieti, on conlueixen els rius Sangro i Aventino. 
La seva gestió està confiada als municipis junt amb el WWF, i a la Cooperativa Cogecstre.

## Flora
L'el·lèbor palustre hi té una presència important. També es troba el roure, el vern negre, diverses espècies de salzes i de pollancres.

## Fauna
A la localitat de Sant'Eusanio del Sangro hi ha un centre de recuperació de la tortuga d'aigua dolça, dins el projecte anomenat EMYS Abruzzo. És particularment rica l'avifauna. Inclou Casmerodius albus, la cigonya negra, el Phoenicopterus, el falcó dels pantans, el falcó pescaire i el Milvus milvus.